# Carlos Cifuentes Rodríguez

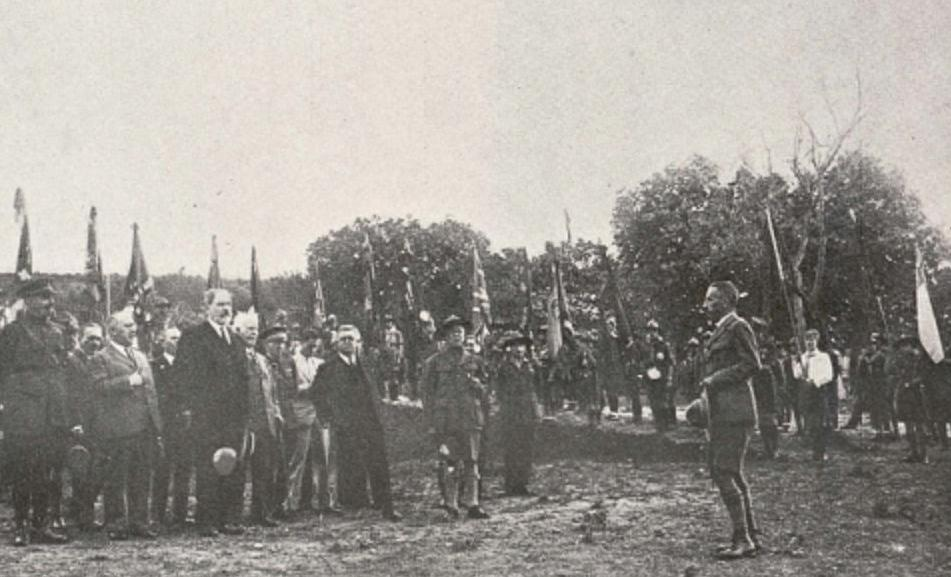
Carlos Cifuentes agradeciendo la visita de las autoridades civiles y militares al Jamboree Nacional de Barcelona (1929).

Carlos Cifuentes Rodríguez (Oviedo 1882-Madrid, 28 de octubre de 1962), comandante de artillería y uno de los pioneros de la aeronáutica militar española como piloto de 1.ª y observador aéreo. Fue un destacado dirigente de la institución escultista juvenil Exploradores de España.

## Carrera militar
En 1899 aprobó los exámenes de ingreso en la Academia de Artillería de Segovia. El 12 de julio de 1905, ya como primer teniente, fue destinado a la Comandancia de Mallorca, siendo luego destinado a Ceuta en 1906. En 1907 recibe curso de instrucción en la Escuela Central de Tiro de Madrid. Ingresó en la Escuela de Equitación en 1910, en el décimo regimiento montado.
El 26 de agosto de 1912, es promovido a capitán de artillería, y en noviembre de ese mismo año es admitido en las Escuelas Prácticas de Cuatro Vientos, donde estuvo destinado en el aeródromo de Cuatro Vientos, formando parte del profesorado en 1915.
El 7 de noviembre de 1913 participó en la escuadrilla expedicionaria española que interviene en la Guerra de Marruecos al mando de Alfredo Kindelán. La tripulación del aparato Lohner B-1 Pfeilflieger, estaba compuesta por los capitanes Eduardo Barrón y Ramos de Sotomayor (piloto) y Carlos Cifuentes Rodríguez (observador). Fue la primera vez que una unidad militar organizada en conflicto real efectuó un bombardeo en la historia militar bélica.
A partir de entonces fue destinado en comisión al Servicio Aeronáutico, a la 1.ª sección de la Escuela Central de Tiro. En 1920 fue destinado en el Depósito de Sementales de Artillería de Hospitalet de Llobregat. El 31 de agosto de 1923 ascendió a comandante siendo destinado al 15.º Regimiento de Artillería Ligera.
Casado con María Piedad López-Quesada Borbón (1893-1987), hija de Gerardo López Quesada, fundador de la Banca López-Quesada. Tras acogerse a la reforma militar de Manuel Azaña se retiró del ejército en 1931. Recibió la cruz pensionada de la Orden de San Hermenegildo en 1934 y ese mismo año entró a formar parte de la Junta Directiva del Mercado Libre de Valores de Barcelona. Al estallar la guerra civil se reincorpora al ejército ascendido a coronel del Parque principal de Albacete a la División Territorial en 1937. Al finalizar la guerra siguió como apoderado de la Banca López-Quesada hasta su fallecimiento en Madrid, el 28 de octubre de 1962.

## Exploradores de España

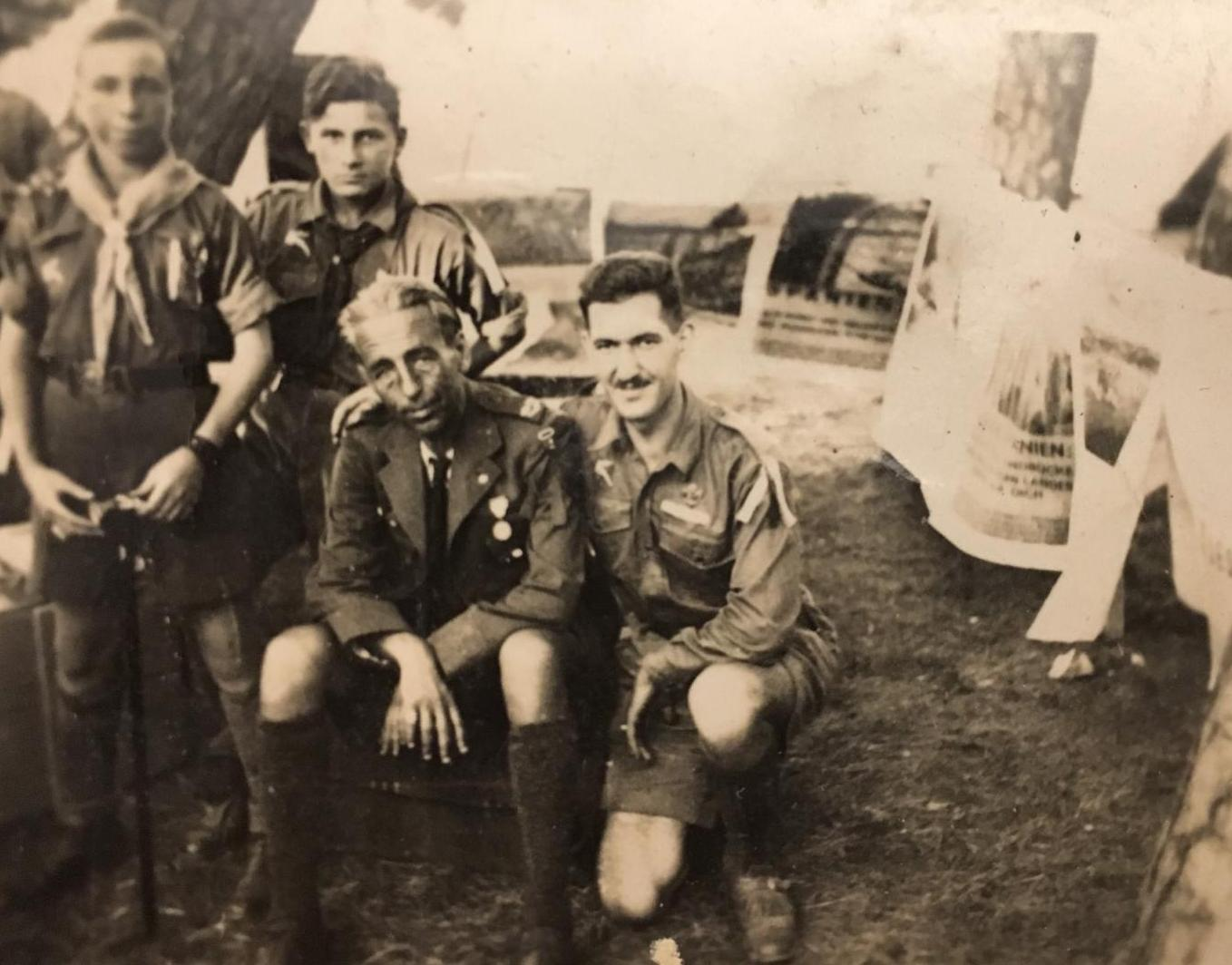
Carlos Cifuentes como jefe del contingente español al Jamboree Mundial de Gödöllő en 1933.

Aunque se desconoce la fecha de su ingreso, Carlos Cifuentes (conocido también por su apodo «Scout Águila») fue instructor de la tropa de Barcelona en 1927 y llegó a ser comisario provincial en 1932. Organizador y jefe de campamento del jamboree de Barcelona de 1929. Fue uno de los cinco comisarios generales de los Exploradores de España, como delegado de rovers y muchachas guías. Participó como jefe de contingente en el jamboree mundial de Gödöllő (Hungría) en 1933, y recibió el «Lobo de Plata» ese mismo año. El 28 de abril de 1930 la sede de los exploradores en Barcelona fue asaltada por un sector del «jovent republicà» (juventud republicana) durante una huelga de estudiantes, y Carlos Cifuentes publicó una enérgica condena en La Vanguardia. En 1932, en un intento descentralizador, la agrupación catalana fue constituida como Federación de los Boy Scouts de Cataluña, vinculados a los Exploradores de España, pero los conflictos con el sector más catalanista no cesaron. El 22 de febrero de 1933 Carlos Cifuentes dimite como comisario de Cataluña, y Narcís de Romaguera es destituido por el Consejo Nacional que se negaba a ceder autonomía, encabezando este último una escisión. Una vez reorganizada la institución en 1934, volvería a asumir la presidencia de los Exploradores de España en Cataluña. Tras la Guerra Civil, Carlos Cifuentes no volvió al escultismo activo.